# پیمان برست-لیتوفسک
پیمان برست-لیتوفسک پیمان صلحی در جریان جنگ جهانی اول بین قدرت‌های مرکز به رهبری امپراتوری آلمان و روسیه شوروی بود که پس از ماه‌ها مذاکره در روز ۳ مارس سال ۱۹۱۸ در شهر برست به انعقاد رسید. بر اساس این پیمان روسیه اراضی زیادی به مساحت حدود ۹۰۰ هزار کیلومتر مربع و با جمعیتی بالغ بر ۵۰ میلیون نفر، شامل منطقه بالتیک، اوکراین و فنلاند، را از دست داد و از جنگ خارج شد. با امضای این پیمان امپراتوری آلمان قادر می‌شد نیروهای خود را از جبهه شرقی به جبهه غربی منتقل نماید. به هر صورت مشکلات نواحی به تازگی به‌تصرف درآمده در روسیه این امکان را به صورت کامل برای آلمان فراهم نیاورد.

## تاریخ
روز پانزدهم مارس ۱۹۱۷ میلادی با استعفای تزار نیکلای دوم و خودداری برادرش گراند دوک میشل، از پذیرفتن تاج و تخت امپراتوری روسیه فروپاشید. در ماه ژوئیه ۱۹۱۷ میلادی حکومت پرنس لووف جای خود را به حکومت موقت کرنسکی داد. حکومت کرنسکی با دست زدن به اصلاحات اقتصادی، به جنگ با آلمان ادامه داد، اما ارتش روسیه در نبرد گالیسی شکست سختی را متحمل شد. در این فرایند ارتش آلمان به داخل خاک روسیه نفوذ کرد.
ولادیمیر لنین که سال‌ها در تبعید به سر می‌برد، با آلمان به توافق رسید. وی متعهد شد که در برابر کمک آلمان‌ها، در صورت دست یافتن به حکومت، به‌طور یک جانبه ترک مخاصمه کرده و مطامع ارضی آنان را برآورده سازد. از این روی دولت آلمان وی را با یک قطار ویژه از مناطق اشغالی عبور داده و وارد خاک روسیه کرد. لنین در اندک مدت با بهره‌گیری از حمایت‌های همه‌جانبه آلمان‌ها نارضایی مردم از جنگ و شکست فاحش حکومت موقت در نبرد گالیسی برابر ارتش رایش دوم قدرت را در روسیه قبضه کرد.
روز ۲۵ اکتبر ۱۹۱۷ میلادی بلشویک‌ها با کودتا حکومت کرنسکی را سرنگون کردند. در این روز نیروهای کودتاگر مرکب از سربازان و ملوانان مراکز حساس پتروگراد پایتخت روسیه را اشغال کرده و سران دولت موقت را بازداشت نمودند.

## مذاکرات

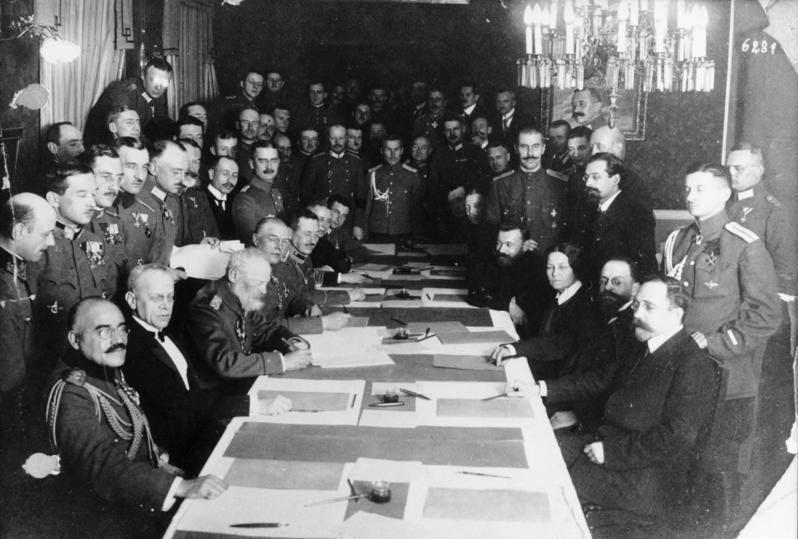
نمایندگان طرفین در حال امضا کردن عهدنامه

به محض استقرار حاکمیت بلشویک‌ها، روسیه مذاکرات ترک مخاصمه را از ۲۲ دسامبر ۱۹۱۷ میلادی آغاز کرد و قدرت‌های مرکزی (متشکل از دول امپراتوری آلمان، اتریش-مجارستان، پادشاهی بلغارستان، امپراتوری عثمانی و پادشاهی ایتالیا) از یک طرف، و از طرف دیگر هیئت روسیه بلشویک به ریاست لئون تروتسکی به عنوان کمیسر خلق؛ چند ماه مذاکره کردند. لنین از ابتدا مخالف سرسخت ادامه جنگ بود. او معتقد بود که این یک جنگ امپریالیستی و مربوط به بورژواهاست، که قربانی آن کارگران و کشاورزان و طبقه پرولتاریا هستند. (صلح و تقسیم زمین بین رعایا) شعار اصلی بود که لنین را به قدرت رسانیده بود.
آلمان‌ها در ابتدا فشار آوردند که لهستان و لیتوانی که در اشغال آنان بود مستقل شوند. پس از مدتی مذاکره چون فشار آلمان‌ها در سر میز مذاکره برای جدایی پاره‌هایی دیگر از قلمروی روسیه زیاد شد، تروتسکی کمیسر خلق بلشویک‌ها در ۱۰ فوریه ۱۹۱۸ میلادی اعلام کرد که روسیه از مذاکرات صلح خارج می‌شود و اعلامیه‌ای صادر کرد که در آن به مخاصمه‌ها به صورت یک جانبه پایان داده می‌شد و در حقیقت موضع (نه جنگ نه صلح) را اتخاذ کرد. اتخاذ این موضع برای رقبای وی در بین بلشویک‌ها این بهانه را به دست داد که به تروتسکی حمله کنند و بگویند که او از چارچوب دستورالعمل‌ها و اختیارات داده شده تخطی کرده و روسیه را در معرض تهدید تجاوز و حمله قرار داده‌است. تروتسکی نیز برای دفاع از موضع خود اعلام کرد که روسیه بلشویکی به این دلیل در مذاکرات وارد شد که دشمن دست خود را در خصوص مطامع و جاه طلبی‌های سرزمینی رو کند و فرصتی به دست آید تا کارگران اروپای مرکزی را به دفاع از کشور کارگری نوین روسیه به قیام و انقلاب وادار کند.
قدرت‌های مرکزی به رهبری آلمان آتش‌بسی را که در ۱۸ فوریه ۱۹۱۸ میلادی اعلام کرده بودند لغو کردند و به پیشروی نیروهای خود ادامه داده و ظرف دو هفته اوکراین، بلاروس و کشورهای حوزه دریای بالتیک را تصرف کردند و از میان آب‌های یخ زده دریای بالتیک ناوگان آلمان راه خود را به خلیج فنلاند و پتروگراد باز کردند.

بالاخره تحت فشارهای نظامی لنین به تروتسکی دستور داد که شرایط متحدین مرکزی را بپذیرند. 

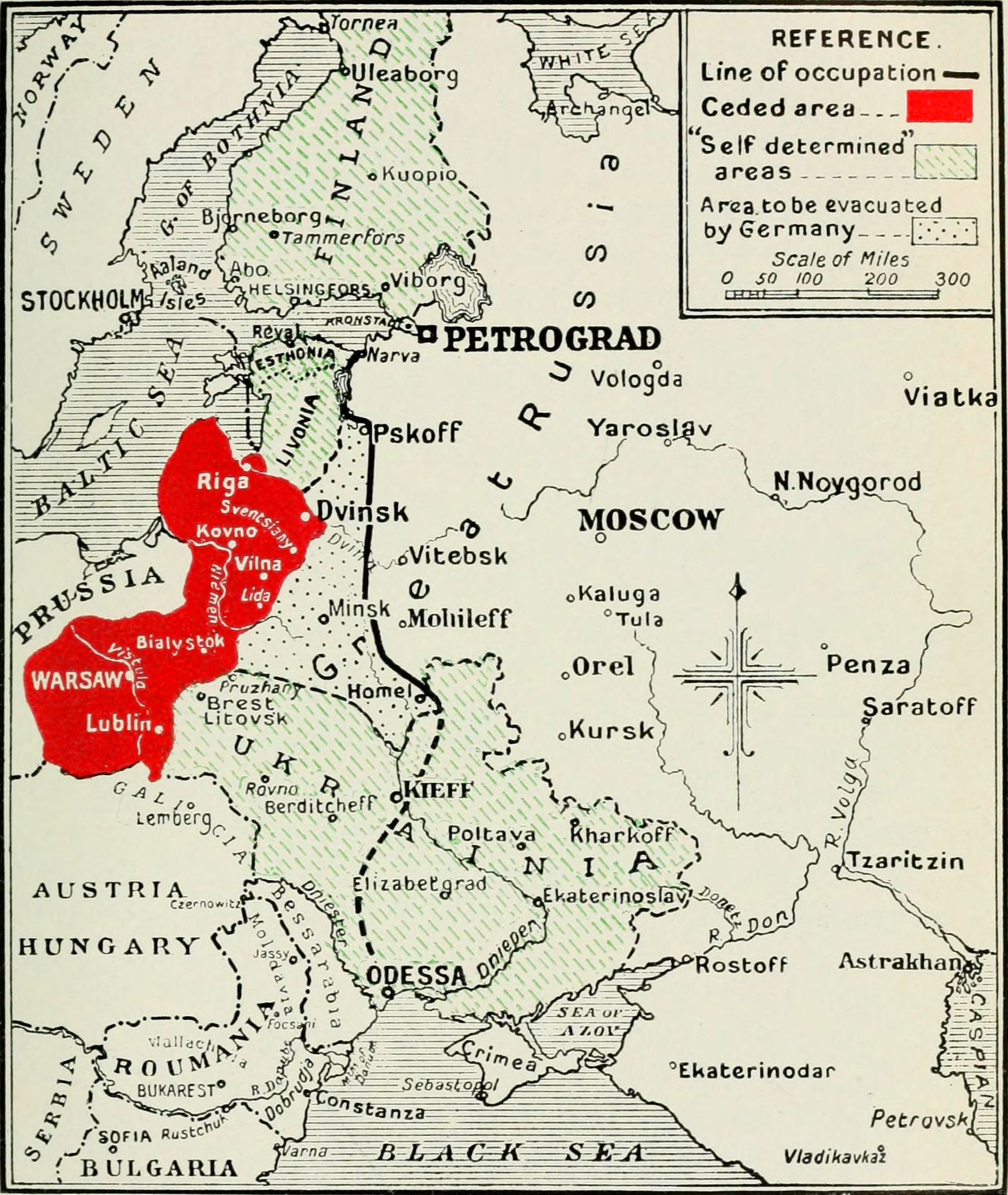
ترسیم مرزها بر اساس عهدنامه

## معاهده برست لیتوفسک
- روسیه از جنگ جهانی اول به صورت قطعی خارج شود و با آلمان و اتریش و مجارستان و بلغارستان و عثمانی ترک مخاصمه کند.
- روسیه کلیه ادعاهای حاکمیتی خود را نسبت به فنلاند که قبلاً مورد تأیید قرار گرفته بود پس گرفت، همچنین روسیه تمامی ادعاهای خود در مورد استونی، لیتوانی، لتونی، لهستان، بلاروس و اوکراین را ملغی اعلام کرد.[۸]

(اکثر این مناطق مستقل یا در حقیقت به امپراتوری آلمان واگذار شد یا به نوعی تحت عناوین پادشاهی یا شاهزاده‌نشین آلمانی به این امپراتوری وابسته شدند)
- بر اثر فشار طلعت پاشا تمامی سرزمین‌هایی که در جنگ‌های عثمانی و روسیه در سال‌های ۱۸۷۷–۱۸۷۸ از عثمانی جدا شده بودند به ویژه قارص، اردهان و باتومی به عثمانی مسترد گردیدند و عثمانی بلافاصله آن مناطق را متصرف شدند.

(البته پس از وقوع انقلاب روسیه و آشفتگی اوضاع داخلی روسیه، عثمانی با استفاده از وضعیت نابسامان روسیه موفق شده بودند، ترابزون و ارزنجان را که در آغاز جنگ از دست داده بودند از روس‌ها باز پس بگیرند.)
- در معاهده به حق تعیین سرنوشت ارمنیان و تأسیس کنگره ارمنی‌های شرقی و بازگشت ارمنیان در تبعید و آواره پیش‌بینی شده بود.[۱۰] در ۲۹ دسامبر ۱۹۱۷ میلادی شورای کمیسرهای خلق روسیه اعلامیه‌ای را تحت عنوان دربارهٔ ارمنستان غربی تصویب نمود که به امضای لنین رسیده بود، به موجب این اعلامیه:

«دولت روسیه حق کامل تعیین سرنوشت ارمنستان غربی را اعلام کرد. این اعلامیه بازگشت بدون قید و شرط کلیه ارمنیان و تمام ارمنی‌های پراکنده شده در جهان را به سرزمین آبا و اجدادی، خروج کلیه نیروهای خارجی از این منطقه، برقراری دولت ارمنستان غربی منتخب از شورای نمایندگان خلق ارمنی را پیش‌بینی می‌کرد.»
(مصوبه لنین دربارهٔ ارمنستان به دلیل تحولات اوضاع بین‌المللی در آغاز سال ۱۹۱۸ میلادی عملی نشد)
- در تبلیغات اولیه در مورد نپرداختن غرامت اگرچه برای حفظ آبروی بلشویک‌ها، آلمان‌ها در برست لیتوفسک، این موضع را معلق و مسکوت گذاشتند؛ ولی در قرارداد تکمیلی که در تابستان همان سال در برلین به امضاء رسید، چنین پیش‌بینی شد که روسیه شش میلیارد مارک غرامت به آلمان بپردازد.[۱۲]

(با امضای این قرارداد روسیه یک سوم جمعیت و نیمی از صنایع و کارخانجات خود و نود درصد از معادن زغال‌سنگ خود را از دست داد)

## نتیجه معاهده
این معاهده فقط حدود ۹ ماه پایدار بود. آلمان در ۵ نوامبر ۱۹۱۸ میلادی به دلیل تبلیغات کمونیستی برای راه‌اندازی انقلاب در آلمان توسط بلشویک‌ها، معاهده را لغو و روابط دیپلماتیک خود را با روسیه بلشویکی، قطع کرد. امپراتوری عثمانی نیز بعد از دو ماه یعنی در مه ۱۹۱۸ میلادی معاهده را با تهاجم به حکومت اولین جمهوری ارمنستان زیر پا گذاشت.
پس از لغو قرار داد آلمان‌ها و عثمانی‌ها کوشیدند تا با بهره‌گیری از خلاء حضور روسیه خود را به کرانه‌های دریای خزر برسانند. انگلستان نیز که نگران دستیابی دو دولت مزبور بر قفقاز بود، با انباشت نیرو در بین‌النهرین، ژنرال لیونل دانسترویل را در ژانویه ۱۹۱۸ میلادی از راه کرمانشاه، همدان و قزوین به رشت گسیل داشت، تا از راه دریای خزر به باکو برود. در پی نزدیک شدن انگلیس‌ها، در روز ۲۶ ژوئیه ۱۹۱۸ میلادی حزب سوسیالیست انقلابی باکو با کودتایی حکومت کمیساریای ۲۶ ژوئیه باکو را در جمهوری آذربایجان برانداخت. انگلیس‌ها پس از تسلط بر باکو دولتی به نام هیئت مدیره بحر خزر را سر کار آوردند و ژنرال دانسترویل دست اندرکار ایجاد یک ارتش ملی از مسلمان قفقاز شد. در این میان عثمانی‌ها در ۱۴ سپتامبر ۱۹۱۸ میلادی نیروی قابل ملاحظه‌ای به قفقاز فرستادند و پس از جنگ‌های شدید باکو را متصرف شدند و حکومت دست نشانده خود را در باکو پایه‌گذاری کردند. چندی بعد در ۳۰ اکتبر ۱۹۱۸ میلادی دولت عثمانی که توان ادامه جنگ را نداشت، تقاضای ترک مخاصمه کرد. پیمان ترک مخاصمه موجب عقد متارکه مودروس شد.